# Sony Pictures Television
Sony Pictures Television je americká televizní produkční a distribuční společnost, součást japonského konglomerátu Sony. Vyrábí televizní pořady pro různé americké televizní sítě.
Společnost vznikla v roce 2002 přejmenováním firmy Columbia TriStar Television, jež fungovala od roku 1994, kdy byly sloučeny sesterské televizní produkční společnosti Columbia Pictures Television a TriStar Television. Sony Pictures Television produkovala či produkuje množství známých televizních seriálů, jako jsou např. Tak jde čas, Walker, Texas Ranger, Pravidla zasnoubení, Perníkový táta, Hannibal, Černá listina a Preacher.